# Franchette
Francisca Maria Garfunkel Rischbieter, conhecida como ''Franchette'' (Santos, 1929 - Curitiba, 27 de agosto de 1989) foi uma engenheira brasileira. Francisca foi uma das responsáveis pela implantação do plano de reurbanização de Curitiba.

## Biografia
Formada pela turma 1950 da Universidade Federal do Paraná, começou a trabalhar na divisão de pavimentação da cidade e em 1963 foi nomeada diretora do Departamento de Urbanismo. Franchette acompanhou o planejamento urbano desde 1965, antes mesmo da criação da Assessoria de Pesquisa e Planejamento Urbano de Curitiba, transformada depois em IPPUC.
Francisca foi esposa de Karlos Rischbieter, ex-ministro da Fazenda no governo de João Baptista de Oliveira Figueiredo.  Faleceu em 27 de agosto de 1989, aos 60 anos, de câncer, em Curitiba.
O Jardim Botânico de Curitiba leva seu nome como homenagem de Curitiba pelos serviços prestados para com a cidade.